# Robert Johnson (amerikansk musiker)

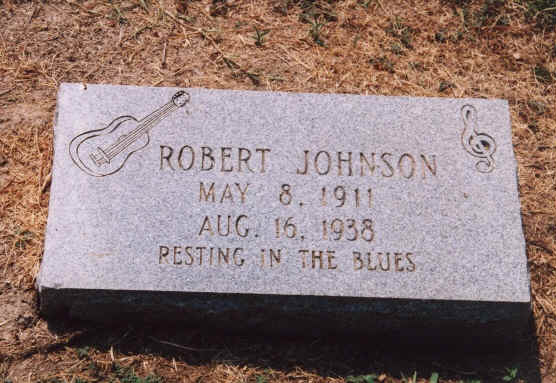
En av Robert Johnsons tre gravstenar.

Robert Johnson, född 8 maj 1911 i Hazlehurst, Mississippi, död 16 augusti 1938 i Greenwood, Mississippi, var en amerikansk bluesmusiker, ett av de största namnen inom deltabluesen. Flera av hans låtar har blivit bluesklassiker, som "Come on in My Kitchen", "Love in Vain", "Rambling on My Mind" och "I Believe I'll Dust My Broom", och han har varit en viktig influens för en rad framstående musiker inom blues och rock.

## Historia
Mycket lite är säkert känt om Johnson. Man vet att han spelade in 29 låtar, varav några i flera olika versioner, vid fem olika tillfällen under 1936 och 1937. Utöver detta finns många myter och spekulationer om hans liv. En av de mest kända myterna om Robert Johnson är att han ska ha sålt sin själ till djävulen för att kunna bli en skicklig gitarrist. Denna händelse påstås ha inträffat i korsningen mellan de amerikanska landsvägarna 61 och 49. Det finns även hågkomster om att hans tidiga död berodde på att han druckit whisky som varit förgiftad med stryknin. En viss osäkerhet kring var han ligger begravd råder, vilket gjort att tre olika gravvårdar har rests över honom.
Från cirka 1930 fram till sin död fungerade han som en sorts styvfar (och gitarrlärare) åt Robert Lockwood Jr..
En samlingsskiva med 16 av Johnsons sånger släpptes 1961 med titeln King of the Delta Blues Singers. Denna anses höra till de mest inflytelserika bluesutgivningarna någonsin och tidningen Rolling Stone placerade den 2003 som nummer 27 på sin lista över de 500 bästa albumen någonsin. En uppföljare släpptes 1970, med titeln King of the Delta Blues Singers, Vol. 2. Till de artister och grupper som spelat in covers på Johnsons låtar hör The Rolling Stones, Led Zeppelin, Bob Dylan, Red Hot Chili Peppers, The White Stripes, Fleetwood Mac,  Johnny Winter och Eric Clapton. Den sistnämnde spelade 2004 in ett helt album med Robert Johnson-låtar, Me and Mr. Johnson.

## Inflytande
Bluesmusikern och blueshistorikern Elijah Wald anser att Johnson haft störst inflytande på rockmusiken – i synnerhet den ”vita” rocken. Han har gjort den kontroversiella bedömningen att ”För den svarta musikens utveckling har Robert Johnson spelat extremt ringa roll, och väldigt litet av det som hände under årtiondena efter hans död hade påverkats om han inte hade spelat en ton.” Omdömen såsom Eric Claptons om Johnson som ”den mest betydande bluesmusikern som någonsin har levat,” menar Wald är försök att utöka Johnsons anseende. Wald håller före att Johnson, ehuru berest och ständigt beundrad för sina framträdanden, hade en liten lyssnarskara för sin tid och geografiska område, och hans inspelningar en ännu mindre. (Terraplane Blues sägs ibland vara Johnsons enda hit – den sålde mer än hans övriga inspelningar men var trots det en mindre framgång.) Walt skriver, att om man hade frågat beundrare av ”svart” bluesmusik om Robert Johnson under de första tjugo åren efter hans död, ”skulle svaret i de allra flesta fall ha varit ett konfunderat ’Robert vem?’” Musikproducenter som Johnny Shines har också hävdat att Johnson ofta inte koncentrerade sig på sina mörka och komplexa tonsättningar under publikframträdanden, utan istället brukade behaga åhörarna med att framföra mer välkända populära låtar.
Efter årtionden i skymundan fick Johnsons inflytande en plötslig start 1961, när Columbia Records sammanställde Johnsons inspelningar till albumet King of the Delta Blues Singers. Denna och en del piratutgåvor gav hans verk en bred distribution, och beundrarskaran, inklusive Keith Richards från The Rolling Stones och Eric Clapton, växte. När Keith Richards i förstone introducerades för Johnsons musik av sin bandkamrat Brian Jones, undrade han ”Vem är den andre killen som spelar med honom?”, utan att inse att Johnson spelade alltsamman med en gitarr. Clapton har beskrivit Johnsons musik som ”det mäktigaste skri, jag tror en människoröst kan alstra”. Låten Crossroads av det brittiska bluesrock-psykedeliska bandet Cream är en coverversion av Johnsons Cross Road Blues, som handlar om legenden om hur Johnson sålde sin själ till Djävulen vid en vägkorsning, även om Johnsons ursprungliga text ("Standin' at the crossroads, tried to flag a ride") antyder att han bara liftade och inte sjöng iväg sin själ till Lucifer i utbyte mot att få vara en stor bluesmusiker.
”Robert Johnson, vilken vi alla har att tacka för vår existens, på något sätt.” — Robert Plant i Led Zeppelin, på Fresh Air, inspelad 2004
En viktig aspekt av Johnsons sång, liksom förvisso alla deltablues-sångstilar, och även Chicago-bluesgitarrspel, är bruket av mikrotonalitet.
John P. Hammond gjorde i början av 1990-talet en dokumentär om Johnsons levnad i deltaområdet.
Tidskriften Rolling Stone utsåg på sommaren 2003 Johnson till den femte (av in alles hundra) störste gitarristen någonsin.

## Diskussioner om inspelningarnas tonhöjd och hastighet
Johnsons inspelningar har nått en större lyssnarskara alltsedan Columbia gav ut dem på en dubbel-cd, och somliga menar att inspelningarna spelas för fort. Som stöd för detta finns passager i låtar där en del tycker gitarrspelet låter onaturligt, och andra tycker att sången låter konstig och mekanisk. Därtill menar man att några (eller samtliga) av Johnsons låtar med eller utan uppsåt gavs högre hastighet före eller efter inspelningen. Det var vanligt inom skivindustrin att höja inspelningars hastighet, eftersom det får det att låta mer energiskt. Det finns emellertid inga slutgiltiga bevis huruvida inspelningarnas hastighet har höjts eller inte.
Vissa hävdar att Johnsons musik klingar mer ”naturligt” om man sänker uppspelningshastigheten. Gitarren klingar varmare, fylligare och mer i linje med andra inspelningar från slutet av 1930-talet. Hans röst blir mer uttrycksfull, även om Johnsons speciella känslosamma ”skri” går förlorat. Däremot låter gitarrspelet hafsigt om man sänker hastigheten (fem–tio procent), och Johnson verkar göra tempomissar som en professionell musiker inte borde göra vid långsammare hastigheter; det verkar alltså råda oklarhet i om man har höjt hastigheten på alla eller bara några låtar.
Till stöd för att hastigheten har anförts är att Johnson skulle ha fått spelat väldigt högt på gitarrens hals, och i vissa fall har det sagts, högre upp än det finns band på gitarren. Till exempel introt till Walkin' Blues låter som om det spelades på gitarrens 15:e band. Argumentet här är att akustiska gitarrer vanligtvis inte har så många band. Det här kan antyda att inspelningarnas hastigheter har höjts, då det vore svårt eller omöjligt för Johnson att spela så högt. Dock är den synpunkten felaktig, då de flesta gitarrer som tillverkats sedan 1910 har haft minst 16 band.
Denna hypotes beaktar heller inte hur man spelar slide-gitarr. Genom att använda sig av en slide, behöver strängarna inte banden för att klinga; tonhöjden bestäms av var sliden placeras på strängarna, sålunda kan man spela väldigt höga toner, som är omöjliga att spela med traditionella grepp. Till exempel i ”If I Had Possession Over Judgment Day”.
Det dryftas också huruvida den ursprungliga inspelningsmastern från ”vax” till band före den fördes över digitalt. Om så är fallet, kan bandspelaren man använde lätt hänt ha varit okalibrerad, och på det viset höjt tonhöjden och tempot.
Det mycket möjligt att den här hastighetsdispyten kommer av oriktiga påståenden från icke-musiker som försöker förklara den tonalt skrälliga, hyper-diskanta slutresultatet av en undermålig studioinspelning från 1930-talet. Vid nogsamt lyssnande och iakttagande av de vanliga alternativa gitarrstämningarna under den här tiden och slide-tekniken, finner man att de i dag befintliga inspelningarna av Johnson är korrekta i tonhöjd.

## Sånger
- ".32-20 Blues"
- "Come on in My Kitchen"
- "Cross Roads Blues"
- "Dead Shrimp Blues"
- "Drunken Hearted Man"
- "From Four Till Late"
- "Hellhound on My Trail"
- "Honeymoon Blues"
- "I'm a Steady Rollin' Man"
- "I Believe I'll Dust My Broom"

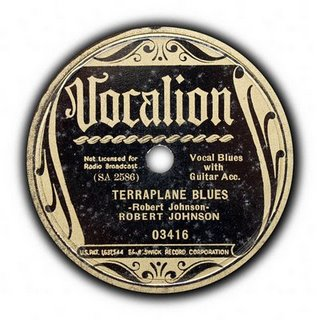
Terryplane Blues med Robert Johnson, Vocalion Records.

- "If I Had Possession Over Judgment Day"
- "Kind Hearted Woman Blues"
- "Last Fair Deal Gone Down"
- "Little Queen of Spades"
- "Love in Vain"
- "Malted Milk"
- "Me and the Devil Blues"
- "Milk Cow's Calf Blues"
- "Phonograph Blues"
- "Preachin' Blues (Up Jumped The Devil)"
- "Rambling on My Mind"
- "Stones in My Passway"
- "Stop Breakin' Down Blues"
- "Sweet Home Chicago"
- "Terraplane Blues"
- "They're Red Hot"
- "Traveling Riverside Blues"
- "Walkin' Blues"
- "When You Got a Good Friend"